# Qakma Corona
Qakma Corona est une corona, formation géologique en forme de couronne, située sur la planète Vénus par 35,5° N et 207,1° E. Elle est localisée dans le quadrangle de Ganiki Planitia. Elle a été nommée en référence à Qakma, Créatrice de vie pour le peuple Bella Coola et Nuxalk (sud-ouest du Canada), la première femme. 

## Géographie et géologie
Qakma Corona couvre une surface circulaire d'environ 130 km de diamètre. 